# Pena Kid
Pena Kid é um personagem metaficcional do Velho Oeste, criado pelos artistas brasileiros da Editora Abril para os quadrinhos da Disney. As aventuras do personagem surgiram no início dos anos 70. Pena Kid na verdade era o tradicional primo do Pato Donald, o Peninha, vivendo aventuras no estilo Western. Peninha é conhecido como um dos personagens Disney de maior popularidade no Brasil.
Segundo o roteiro da primeira história do Pena Kid, a ideia desse personagem surgiu quando o Tio Patinhas deixou a seção de quadrinhos do jornal A Patada para seus dois parentes empregados, Donald e Peninha. Donald criou o Pena Kid — e resolveu colocar o rosto do Peninha no personagem. Em resposta, Peninha criou um super-herói com o rosto do Donald. Mas na sequência da série, Peninha passou a desenhar ele próprio o Pena Kid, interferindo no andamento das aventuras, apagando e redesenhado quadrinhos. O alazão do Pena Kid é um cavalo de pau que a partir de 1983 foi substituído por um cavalo real chamado Torniquete. Como coadjuvante das histórias aparecem os demais personagens Disney, como o Donald (Donald Kid) e o vilão Mancha Negra (Joe Mancha).
Depois do Morcego Vermelho, que era o próprio Peninha como super-herói, Pena Kid foi o segundo personagem baseado no primo do Donald, e o primeiro a se tornar um personagem independente do verdadeiro Peninha, criados pelos artistas brasileiros. Depois de Pena Kid surgiriam outros com essa característica como Pena das Selvas, Pena das Cavernas, Pena Submarino, Pena Rubra etc.
Na Itália, o personagem é conhecido como Paperoga Kid, em 2008, a revista Topolino lançou a série Le avventure di West Paper, produzida por Giuseppe Sansone em 2010, a Editora Abril publicou uma dessas histórias e chamou a série de As Aventuras de Pena Kid, contudo não há nenhuma relação entre essa série e as histórias brasileiras.